# Stenitus guiananus
Stenitus guiananus är en mångfotingart som beskrevs av Chamberlin 1923. Stenitus guiananus ingår i släktet Stenitus och familjen fingerdubbelfotingar. Inga underarter finns listade i Catalogue of Life.